# Комсомольский район (Сталинградская область)
Комсомольский район — административно-территориальная единица в составе Сталинградского края и Сталинградской области, существовавшая в 1935—1959 годах. Центр — станица Сергиевская.
Комсомольский район был образован в составе Сталинградского края 25 января 1935 года из части Березовского района.
В состав района вошли сельсоветы: Башкирский, Бобровский, Горинский, Гришинский, Заплавский, Заполянский, Мишинский, Орловский, Плотниковский, Поповский, Поссовет при совхозе «Труд», Секачевский, Сенновский, Сергиевский, Солоновский.
5 декабря 1936 года Комсомольский район вошёл в Сталинградскую область.
14 июля 1937 года поссовет при совхозе «Труд» был преобразован во 2-й Плотниковский сельсовет.
24 июня 1954 года Заполянский и Горинский сельсоветы были присоединены к Сергиевскому, Орловский и Башкирский — к Сенновскому, Солоновский — к Поповскому, Заплавинский и Бобровский — к Плотниковскому, Плотниковский 2-й и Гришинский — к Мишинскому.
24 декабря 1957 года Секачевский сельсовет был присоединён к Мишинскому.
15 июля 1958 года Аливо-Любимовский сельсовет был присоединён к Панфиловскому, а Полтавский — к Ново-Киевскому. Также в конце 1950-х годов был упразднён Рогожинский сельсовет. 8 апреля 1959 года Поповский сельсовет был разделён между Плотниковским и Сергиевским с/с.
27 августа 1959 года Комсомольский район был упразднён, а его территория передана в Даниловский район.